# 中村小山三 (2代目)
二代目 中村 小山三（にだいめ なかむら こさんざ、1920年〈大正9年〉8月20日 - 2015年〈平成27年〉4月6日 ）は歌舞伎役者。屋号は中村屋。定紋は角切銀杏。

## 人物
中村屋の重鎮俳優として17代目、18代目の2人の中村勘三郎と18代目の息子達に仕え、現役最古参の歌舞伎俳優として1926年から2015年まで89年の長きに亘り舞台に立ち続けた。その活動に、18代目中村勘三郎は主役級の舞台挨拶に指名したうえで感謝の言葉を送っている。
17代目中村勘三郎からは生前、「オレが死んだら小山三を一緒に棺桶に入れてくれ」と話したほど、中村屋から絶大な信頼を置かれていた。
中村勘九郎や七之助も、「晩年は出てきただけで私たちより拍手がありました」と語ったように、多くの人から愛されていた。
また、七之助と高校時代からの親友である松本潤とは、中村屋の稽古場の隅っこでダンスの練習をしたりすることもあって、親交がある。

## 年譜
- 1920年（大正9年）8月20日、東京府東京市浅草区鳥越（現在の東京都台東区鳥越）出身[4]。本名は福井 貞雄（ふくい さだお）[5]。
- 1歳の時に母親が他界し、姉が育ての親となる。
- 3歳の時に関東大震災に襲われる。当時の記憶は鮮明に残っているという[6]。
- 4歳で三代目中村米吉（後の17世中村勘三郎）に入門[5]。
- 1926年（大正15年）10月本郷座『太平記忠臣講釈』の重太郎の一子で中村小米[7]を名乗って初舞台。
- 8歳の時に育ての親である姉が他界してしまう。
- 1941年に太平洋戦争が開戦。翌年22歳の時に赤紙の召集令状が届いた。しかし緊張のあまり身体測定不合格となり、軍隊へはいかなかったという。しかし翌年、慰問公演で中国の最前線へと向かっていた。妖艶な姿に、男性だと気づかれなかったという。
- 1945年に終戦を迎え、25歳の時には役に恵まれなくなり、見えない壁に悩む日々が続く。世襲制で芸を受け継ぐ歌舞伎界では、役が回ってくることはなかった。役が回ってこない現実を受け止め、30歳を過ぎた時には主役の夢を諦め、一生裏方で生きると決めた[6]。
- 中村蝶吉[7]を経て、1948年（昭和23年）6月東京劇場『幡随長兵衛精進俎板』（俎板長兵衛）の長兵衛娘で中村しほみ[7]と改名し、名題に昇進。
- 1959年（昭和34年）4月歌舞伎座『昔噺桃太郎』のお雉で二代目中村小山三を襲名[7]。
- 2014年3月28日には第35回松尾芸能賞功労賞を受賞[6]。
- 2015年(平成27年)4月6日午前11時24分、虚血性心不全のため東京都内の病院にて死去[8][9]。94歳没（享年96）。長寿を全うした役者であった。葬儀には、歌舞伎界からだけではなく、笑福亭鶴瓶、宮藤官九郎、笹野高史、ラサール石井なども駆けつけ、最後の別れを惜しんだ[3]。

## 著書
- 『小山三ひとり語り』（2013年、演劇出版社） ISBN 978-4861840074

## 受賞歴
- 第35回松尾芸能賞功労賞（2014年3月28日）[6]。